# Localitats de Letònia

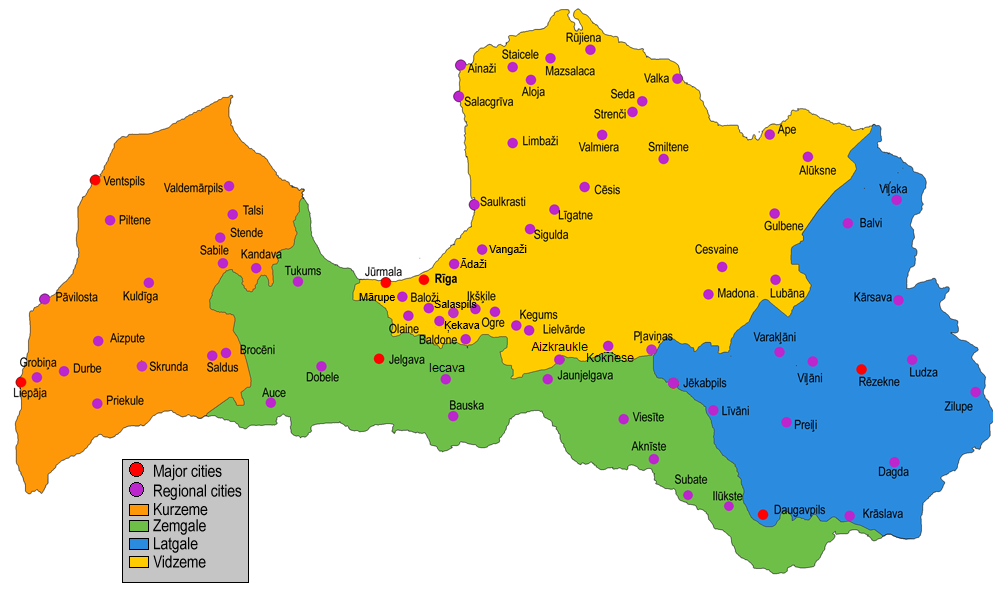

A Letònia hi ha ciutats, anomenades ciutats nacionals (letó: Valstspilsētas) i 71 viles (letó: Novada pilsētas). Segons les actuals lleis letones, les viles són poblacions on hi ha centres culturals i comercials amb unes infraestructures i un plantejament urbanístic ben desenvolupats, i amb almenys 2.000 residents. No obstant, es pot denominar vila a una població si tot i tenir menys habitants compleix la resta de requisits. Per a convertir-se en ciutat una vila ha de comptar amb almenys 25.000 habitants i oferir una ben desenvolupada activitat comercial, de transport, d'obres públiques i d'infraestructura social, i ser un significatiu centre cultura, tot i que aquests requisits poden ingnorar-se si hi ha prou població.

## Ciutats
| Ciutat                           | Població (2022) | Municipis             |
| -------------------------------- | --------------- | --------------------- |
| Daugavpils pronunciació (?·pàg.) | 86.872          | -                     |
| Jēkabpils pronunciació (?·pàg.)  | 22.134          | Municipi de Jēkabpils |
| Jelgava pronunciació (?·pàg.)    | 58.154          | -                     |
| Jūrmala pronunciació (?·pàg.)    | 56.862          | -                     |
| Liepāja pronunciació (?·pàg.)    | 73.333          | -                     |
| Ogre pronunciació (?·pàg.)       | 24.075          | Municipi d'Ogre       |
| Rēzekne pronunciació (?·pàg.)    | 28.785          | -                     |
| Riga pronunciació (?·pàg.)       | 655.090         | -                     |
| Valmiera pronunciació (?·pàg.)   | 24.269          | Municipi d'Valmiera   |
| Ventspils pronunciació (?·pàg.)  | 35.660          | -                     |

## Viles
| Vila                                | Població (2022) | Municipis              |
| ----------------------------------- | --------------- | ---------------------- |
| Ainaži pronunciació (?·pàg.)        | 701             | Municipi de Limbaži    |
| Aizkraukle pronunciació (?·pàg.)    | 7.198           | Municipi d'Aizkraukle  |
| Aizpute pronunciació (?·pàg.)       | 4.128           | Municipi d'Kurzeme Sud |
| Aknīste pronunciació (?·pàg.)       | 995             | Municipi de Jēkabpils  |
| Aloja pronunciació (?·pàg.)         | 1.073           | Municipi de Limbaži    |
| Alūksne pronunciació (?·pàg.)       | 6.945           | Municipi d'Alūksne     |
| Ape (Letònia) pronunciació (?·pàg.) | 832             | Municipi de Smiltene   |
| Auce pronunciació (?·pàg.)          | 2.360           | Municipi de Dobele     |
| Ādaži                               | 7.482           | Municipi de Ādaži      |
| Baldone pronunciació (?·pàg.)       | 3.789           | Municipi de Ķekava     |
| Baloži pronunciació (?·pàg.)        | 6.992           | Municipi de Ķekava     |
| Balvi pronunciació (?·pàg.)         | 6.103           | Municipi de Balvi      |
| Bauska pronunciació (?·pàg.)        | 10.202          | Municipi de Bauska     |
| Brocēni pronunciació (?·pàg.)       | 3.009           | Municipi de Saldus     |
| Cēsis pronunciació (?·pàg.)         | 16.190          | Municipi de Cēsis      |
| Cesvaine pronunciació (?·pàg.)      | 1.280           | Municipi de Madona     |
| Dagda pronunciació (?·pàg.)         | 1.887           | Municipi de Krāslava   |
| Dobele pronunciació (?·pàg.)        | 9.031           | Municipi de Dobele     |
| Durbe pronunciació (?·pàg.)         | 520             | Municipi d'Kurzeme Sud |
| Grobiņa pronunciació (?·pàg.)       | 3.778           | Municipi d'Kurzeme Sud |
| Gulbene pronunciació (?·pàg.)       | 7.171           | Municipi de Gulbene    |
| Iecava pronunciació (?·pàg.)        | 5.677           | Municipi de Bauska     |
| Ikšķile pronunciació (?·pàg.)       | 7.698           | Municipi d'Ogre        |
| Ilūkste pronunciació (?·pàg.)       | 2.312           | Municipi d'Augšdaugava |
| Jaunjelgava pronunciació (?·pàg.)   | 1.825           | Municipi d'Aizkraukle  |
| Kandava pronunciació (?·pàg.)       | 3.501           | Municipi de Tukums     |
| Kārsava pronunciació (?·pàg.)       | 1.970           | Municipi de Ludza      |
| Koknese pronunciació (?·pàg.)       | 2.562           | Municipi d'Aizkraukle  |
| Krāslava pronunciació (?·pàg.)      | 7.771           | Municipi de Krāslava   |
| Kuldīga pronunciació (?·pàg.)       | 10.395          | Municipi de Kuldīga    |
| Ķegums pronunciació (?·pàg.)        | 2.147           | Municipi d'Ogre        |
| Ķekava                              | 5.190           | Municipi de Ķekava     |
| Lielvārde pronunciació (?·pàg.)     | 6.085           | Municipi d'Ogre        |
| Līgatne pronunciació (?·pàg.)       | 1.092           | Municipi de Cēsis      |
| Limbaži pronunciació (?·pàg.)       | 7.059           | Municipi de Limbaži    |
| Līvāni pronunciació (?·pàg.)        | 7.388           | Municipi de Līvāni     |
| Lubāna pronunciació (?·pàg.)        | 1.555           | Municipi de Madona     |
| Ludza pronunciació (?·pàg.)         | 7.767           | Municipi de Ludza      |
| Madona pronunciació (?·pàg.)        | 7.129           | Municipi de Madona     |
| Mazsalaca pronunciació (?·pàg.)     | 1.143           | Municipi d'Valmiera    |
| Mārupe                              | 17.796          | Municipi de Mārupe     |
| Olaine pronunciació (?·pàg.)        | 10.475          | Municipi d'Olaine      |
| Pāvilosta pronunciació (?·pàg.)     | 850             | Municipi d'Kurzeme Sud |
| Piltene pronunciació (?·pàg.)       | 877             | Municipi de Ventspils  |
| Pļaviņas pronunciació (?·pàg.)      | 2.950           | Municipi d'Aizkraukle  |
| Preiļi pronunciació (?·pàg.)        | 6.326           | Municipi de Preiļi     |
| Priekule pronunciació (?·pàg.)      | 1.912           | Municipi d'Kurzeme Sud |
| Rūjiena pronunciació (?·pàg.)       | 2.766           | Municipi d'Valmiera    |
| Sabile pronunciació (?·pàg.)        | 1.430           | Municipi de Talsi      |
| Salacgrīva pronunciació (?·pàg.)    | 2.624           | Municipi de Limbaži    |
| Salaspils pronunciació (?·pàg.)     | 18.602          | Municipi de Salaspils  |
| Saldus pronunciació (?·pàg.)        | 10.168          | Municipi de Saldus     |
| Saulkrasti pronunciació (?·pàg.)    | 3.430           | Municipi de Saulkrasti |
| Seda pronunciació (?·pàg.)          | 1.197           | Municipi d'Valmiera    |
| Sigulda pronunciació (?·pàg.)       | 14.817          | Municipi de Sigulda    |
| Skrunda pronunciació (?·pàg.)       | 1.985           | Municipi de Kuldīga    |
| Smiltene pronunciació (?·pàg.)      | 5.334           | Municipi de Smiltene   |
| Staicele pronunciació (?·pàg.)      | 861             | Municipi de Limbaži    |
| Stende pronunciació (?·pàg.)        | 1.605           | Municipi de Talsi      |
| Strenči pronunciació (?·pàg.)       | 1.042           | Municipi d'Valmiera    |
| Subate pronunciació (?·pàg.)        | 591             | Municipi d'Augšdaugava |
| Talsi pronunciació (?·pàg.)         | 9.350           | Municipi de Talsi      |
| Tukums pronunciació (?·pàg.)        | 17.572          | Municipi de Tukums     |
| Valdemārpils pronunciació (?·pàg.)  | 1.234           | Municipi de Talsi      |
| Valka pronunciació (?·pàg.)         | 4.935           | Municipi de Valka      |
| Vangaži pronunciació (?·pàg.)       | 3.512           | Municipi de Ropaži     |
| Varakļāni pronunciació (?·pàg.)     | 1.755           | Municipi de Varakļāni  |
| Viesīte pronunciació (?·pàg.)       | 1.530           | Municipi de Jēkabpils  |
| Viļaka pronunciació (?·pàg.)        | 1.245           | Municipi de Balvi      |
| Viļāni pronunciació (?·pàg.)        | 2.831           | Municipi de Rēzekne    |
| Zilupe pronunciació (?·pàg.)        | 1.369           | Municipi de Ludza      |